# ポール・デシャネル
ポール・ウジェーヌ・ルイ・デシャネル（フランス語: Paul Eugène Louis Deschanel フランス語発音: [pɔl deʃanɛl]、1855年2月13日 - 1922年4月18日）は、フランスの政治家。フランスの大統領を務めた（在任：1920年2月18日 - 9月21日）。

## 生涯
ポール・デシャネルはコレージュ・ド・フランスの教授で元老院議員であったエミール・デシャネルの息子として、ブリュッセルのスカールベークで生まれた。当時、エミールはナポレオン3世に反対したため、1851年から1859年まで追放された身であった。彼はフランス国外で生まれた大統領としては最初であった（2人目はドイツのコブレンツで生まれたヴァレリー・ジスカール・デスタン）。

### 政治家への道
1859年、一家は現在のパリ8区パンティエーヴル通り34番地に居住した。9区のリセ・ナポレオン（現在のリセ・コンドルセ）を経て、1871年にバカロレアに合格し、その年に帝国大学文学部 (Faculté des lettres de Paris) のディプロムを取得した。1876年にエミール・デエー・ド・マルセルの秘書、続いて1876年から1877年までジュール・シモンの秘書を務めた。1885年10月、ウール＝エ＝ロワール県の代議士に選出された。議会では進歩共和派の雄弁家として頭角を現し、1896年1月には副議長に選出された。これにより、彼は議会だけでなく、公衆の集会でも左翼との政争に明け暮れた。
彼は1896年10月26日にマルセイユで、1896年12月27日にカルモーで、1897年4月10日にルーベでそれぞれ演説を行ったが、いずれも進歩派の政治と社会における目標を明快かつ説得力のある形で表現したと評価されている。

### 大統領職
1898年6月に議会の議長に選出された後、1901年に再選されるが、1902年には落選した。しかし、1904年から1905年までの政教分離法に関する論争で再び注目を集めた。また外交委員会の委員にもなり、1911年の第二次モロッコ危機のときには委員長になっていた。
彼は1910年に代議士として再選され、1912年5月23日に議長として選出された。このため、第一次世界大戦中にはフランスを代表する雄弁家となり、演説を何度も行った。その後、党内の大統領予備選でジョルジュ・クレマンソーを破り、1920年1月17日に大差でフランスの大統領に当選した。
デシャネルはフランス第三共和政において大統領に必要とされる役割よりも精力的に活動しようとしたが、自身の精神状況によりそれを執り行うことはできなかった。大統領を務める最中に病状が悪化し、1920年9月21日に辞任を余儀なくされた。その後は回復し、1921年1月には元老院選挙に出馬して当選、翌年に死去するまで代議士を務めた。
デシャネルは1981年にフランスにおける死刑が廃止されるまで、任期中に死刑が執行されなかった唯一の大統領であった。彼自身は死刑に長らく反対していた。

## 作品
デシャネルは1899年にアカデミー・フランセーズ会員（席次19）に選出された。彼の代表作は下記である。
- Orateurs et hommes d'état – Frédéric II – M. de Bismarck – Fox et Pitt – Lord Grey – Talleyrand – Berryer – Gladstone, Calmann Lévy, Paris, 1889
- Figures de femmes (1889)
- La Décentralisation (1895)
- La Question sociale (1898)[1]